# Masiphya cunina
Masiphya cunina är en tvåvingeart som först beskrevs av Henry J. Reinhard 1961.  Masiphya cunina ingår i släktet Masiphya och familjen parasitflugor.
Artens utbredningsområde är Arizona. Inga underarter finns listade i Catalogue of Life.